# جاك لويس راندون
جاك لويس راندون (بالفرنسية: Jacques Louis Randon)‏
المارشال راندون جاك لويس - قيصر ألكسندر راندون، ولد في مدينة غرونوبل في يوم 27 مارس 1795 ، التحق إلى رتبة ملازم أول، ثم قائد سرب في 1830 ، مارشال فرنسا سنة 1856 ينتمي إلى عائلة بروتستانتية

## سيرته
كان وزيراً للحربية حتى أكتوبر 1851. وبالرغم من أنه لم يكن من مؤيدي انقلاب ديسمبر 1851، فقد أيد في نهاية المطاف الإمبراطورية الفرنسية الثانية. وفي 1852 عين كونت خلفاً لعمه الجنرال مارشان Marchand الذي فارق الحياة سنة 1851 عينّه لويس نابوليون خليفةً للجنرال ألفونس هنري دوتپو ليصبح لاحقا حاكما عاماً، استطاع أن يقود عملية الغزو للجزائر مما جعل شهرته أكبر كحاكم عام للجزائر لا كوزير للحربية. عاصر المارشال راندون الكثير من الأحداث منها المقاومة في الأغواط في الجنوب الجزائري والتي قادها الناصر بن شهرة والشريف بوشوشة والشريف محمد بن عبد الله.

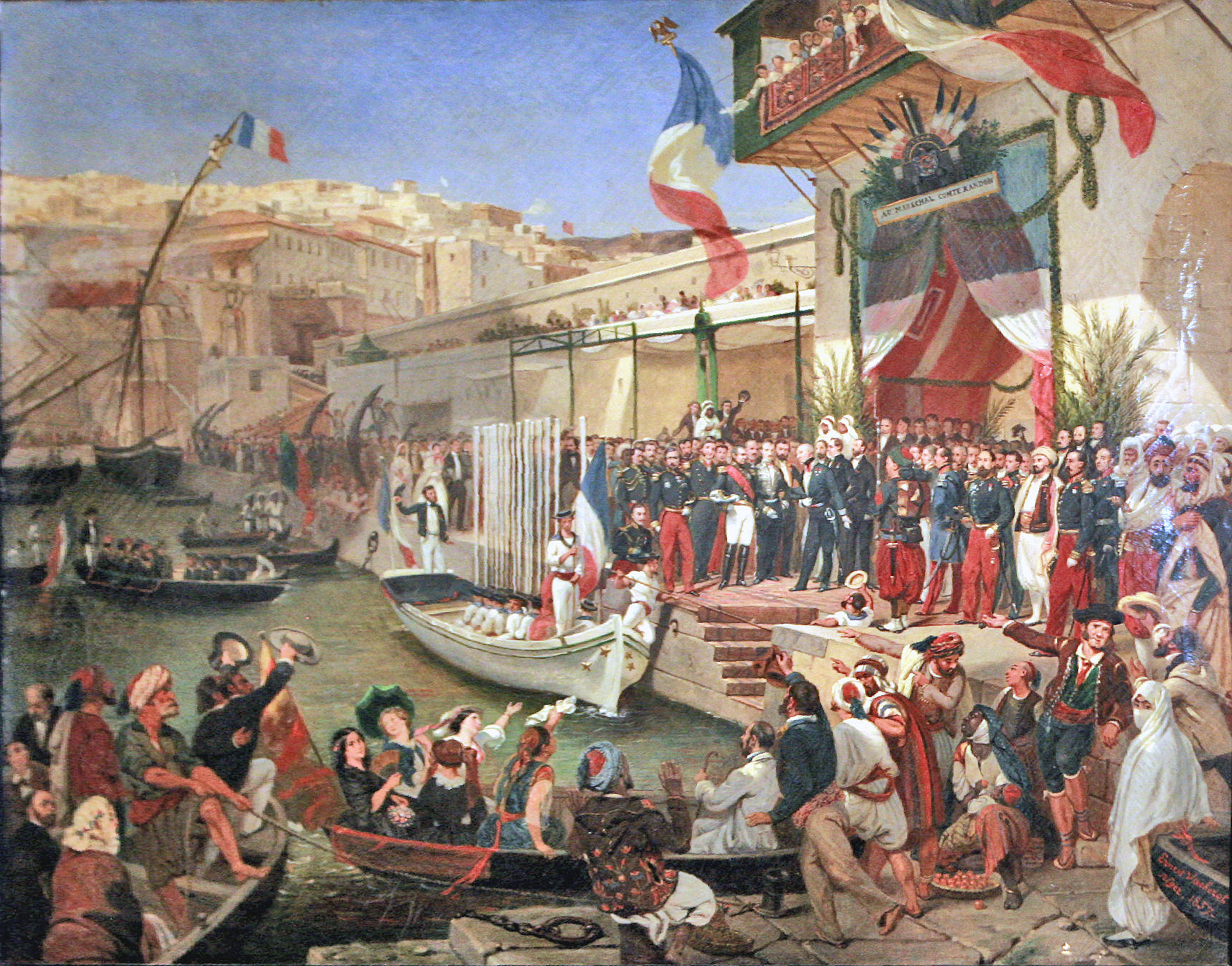
وصول راندون إلى مدينة الجزائر العاصمة المحتلة سنة 1857

عاش مسارا حافلا بالنجاحات، وهو الذي قلّد بوسام اللفيف الشرفي في 24 ديسمبر 1853 ، ليرتقي إلى رتبة مارشال في 10 مارس 1856، وبعدها بـ 3 سنوات تم تقليده رتبة جنرال الأركان جيش الألب حتى سنة 1867.
لم يأخذ دوراً قيادياً في الحرب الفرنسية البروسية في 1870 لتقدمه في السن. إلا أنه قد ناله حظ وفير من اللوم بعد الهزيمة الفرنسية بتهمة عدم اعداده الجيش لمثل تلك الحرب. ولإثنائه ناپليون الثالث عن مساندة النمسا في معركة سادوڤا عام 1868. مات بجنيف سنة 1871
زوجته الأولى، كلوتيد پرييه، كانت شقيقة كازيمير پرييه، رئيس المجلس أثناء ملكية يوليو وجد جان-كازيمير پرييه، رئيس الجمهورية الفرنسية.